# Bullendorf (Gemeinde Wilfersdorf)
Bullendorf ist eine Ortschaft und eine Katastralgemeinde der Gemeinde Wilfersdorf im Bezirk Mistelbach in Niederösterreich. Die Ortschaft hat 504 Einwohner (1. Jänner 2024). Bullendorf war bis Ende 1970 eine eigenständige Gemeinde.

## Geografie
Das Dorf liegt östlich von Wilfersdorf im Tal der Zaya und wird von der Lundenburger Straße durchfahren, aus der beim Ort die Erdöl Straße abzweigt. In Bullendorf mündet der Scherrunsengraben in die Zaya.

## Geschichte
Der Ort schien im Jahr 1475 in einer Urkunde auf, dürfte aber wesentlich älter sein. Die nach Schweickhardt gering bestifteten Bauern sicherten ihre Existenz durch Ackerbau und in kleinerem Maße durch Weinbau.
Laut Adressbuch von Österreich waren im Jahr 1938 in der Ortsgemeinde Bullendorf ein Bäcker, ein Fleischer, zwei Gastwirte, zwei Gemischtwarenhändler, ein Landesproduktehändler, zwei Milchgenossenschaften, ein Schmied, zwei Schneider, drei Schuster, zwei Tischler, ein Wagner und mehrere Landwirte ansässig. Weiters bestand im Ort eine Ziegelei.

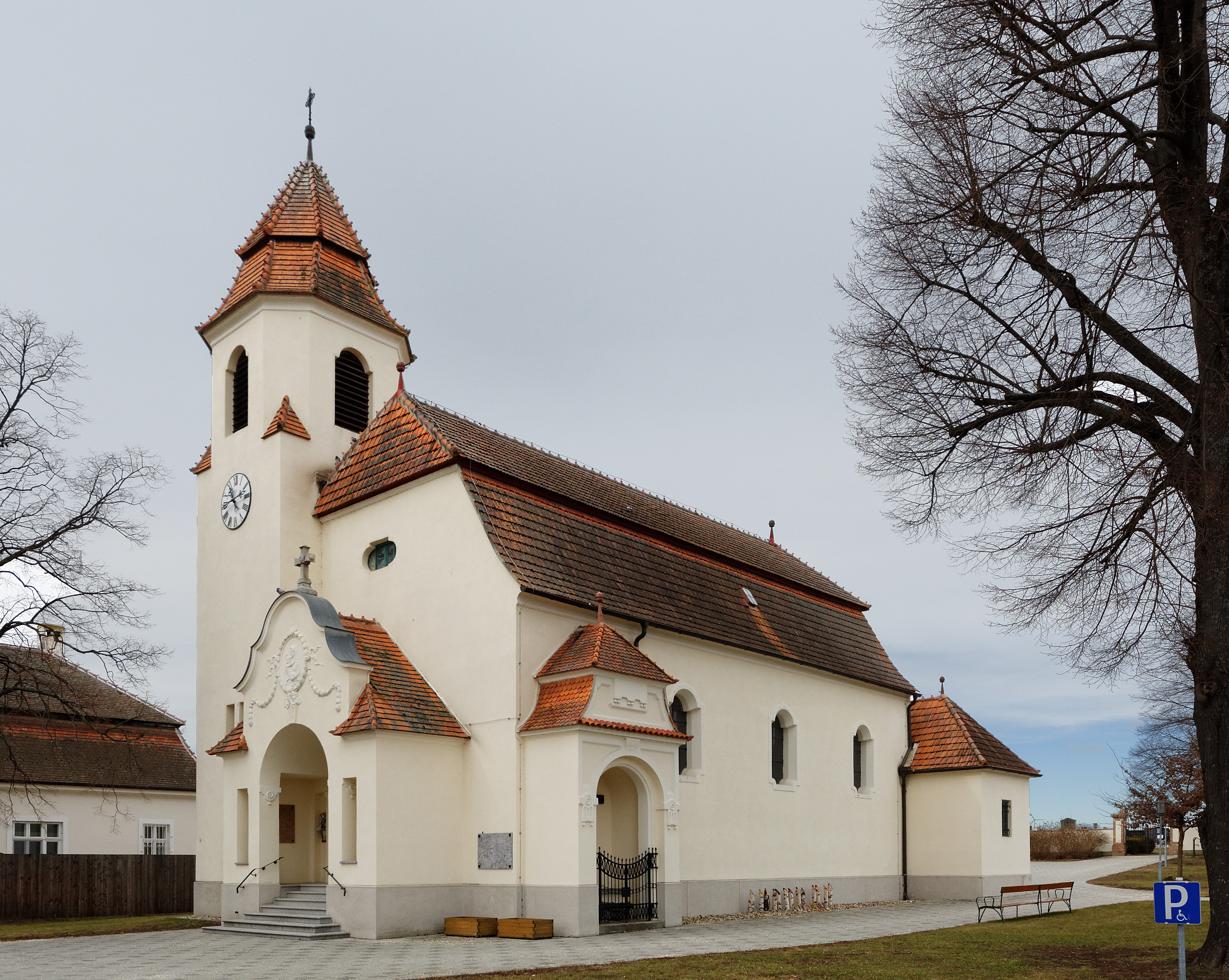
Pfarrkirche Bullendorf

Am 1. Jänner 1971 erfolgte im Zuge der Niederösterreichischen Kommunalstrukturverbesserung die Eingemeindung von Bullendorf und Ebersdorf an der Zaya nach Wilfersdorf.

## Öffentliche Einrichtungen
In Bullendorf befindet sich ein Kindergarten.